# Krossnesholmane
Krossnesholmane est une île dans le landskap Sunnhordland du comté de Vestland. Elle appartient administrativement à Masfjorden.

## Géographie
Rocheuse et couverte d'une légère végétation, à fleur d'eau, elle s'étend sur environ 117 m de longueur pour une largeur approximative maximale de 75 m.